# Mangosta vermella de l'Índia
La mangosta vermella de l'Índia (Urva smithii) és una espècie de mangosta. Aquesta mangosta, juntament amb la mangosta de coll ratllat, és l'única espècie endèmica de mangosta de l'Índia i Sri Lanka.

## Descripció

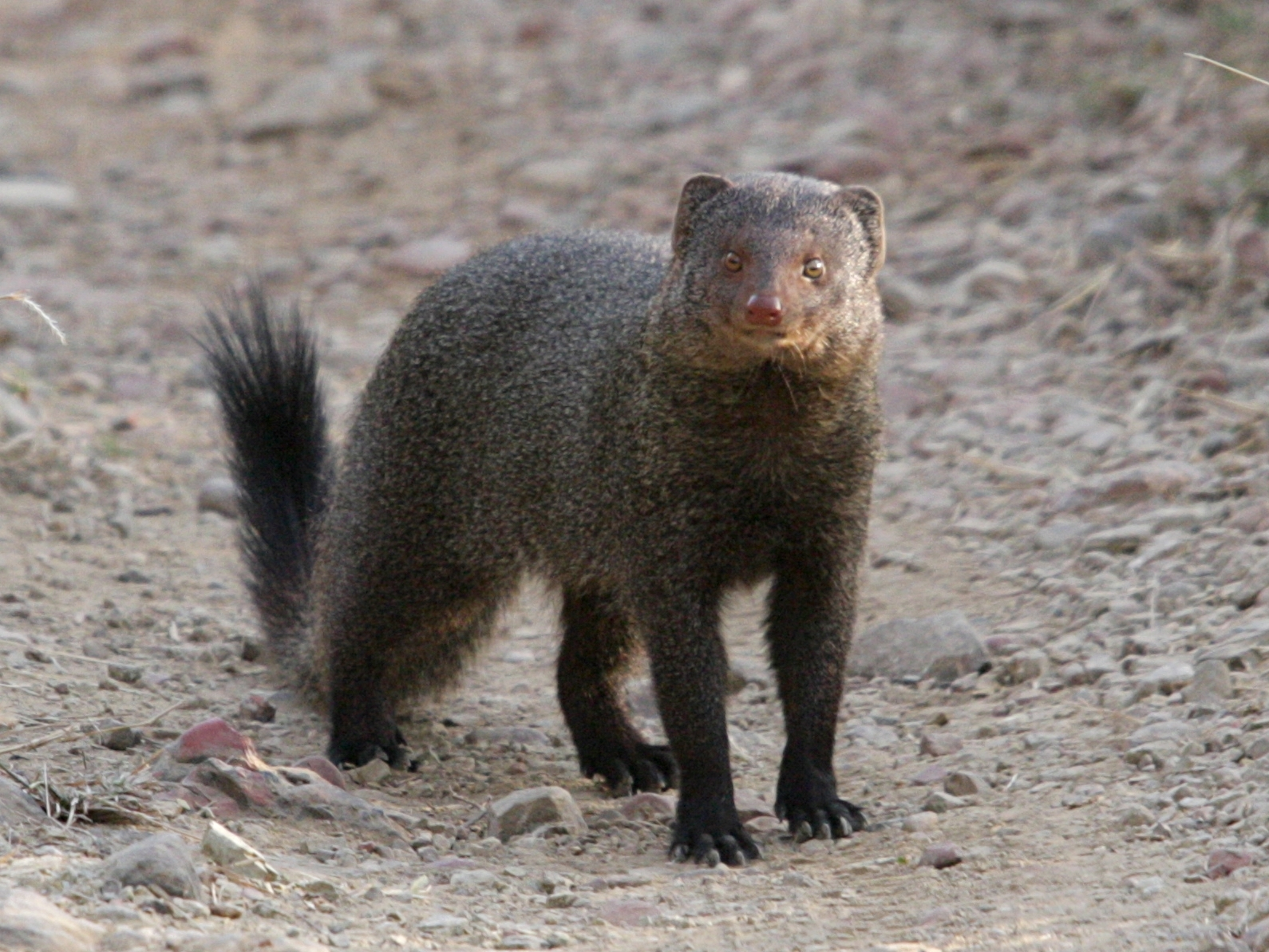
Mangosta vermella de l'Índia a la Reserva del Tigre, del Parc nacional de Panna

Aquesta espècie té una longitud conjunta del cap i del cos que varia entre 39 i 47 centímetres, una longitud de la cua entre 33 i 36 centímetres, i pesa entre 0,95 i 1,85 quilos.
El seu pelatge és de color marró o gris fosc i està esquitxat de petites taques blanques i negres per tot arreu. Al voltant del cap i les espatlles, el seu pelatge té un tint vermellós. L'extrem de la seva cua és negre (entre 5 i 7 centímetres).
Està molt estretament relacionada amb la mangosta grisa de l'Índia, però es distingeix per la seva cua lleugerament més llarga i amb l'extrem de color negre.

## Distribució i hàbitat
Es troba als boscos dels turons de l'Índia peninsular (centre i sud del país, i també a Orissa i Bengala Occidental) i a Sri Lanka. En contrast amb la mangosta grisa de l'Índia i la mangosta de Java, viu principalment als boscos, on prefereix les zones més apartades. No obstant això, s'han trobat en arrossars aïllats i en camps relativament oberts.

## Comportament
A causa del fet que prefereix viure en zones apartades i aïllades, és molt poc el que es coneix del comportament d'aquesta mangosta. No obstant això, és sabut que, com altres mangostes, caça de dia i de nit.

## Dieta
S'alimenta de rosegadors, llangardaixos, serps i carronya.

## Cultura
A Sri Lanka és anomenada Hotambuwa per la comunitat de parla singalesa. És considerada generalment com a animal antipàtic i una plaga.
La civeta de palmera daurada (Paradoxurus zeylonensis), una altra espècie endèmica de Sri Lanka, també és anomenada Hotambuwa a causa de la seva similitud en aparença i coloració del pelatge.

## Subespècies
Existeixen tres subespècies d'aquesta espècie de mangosta:
- Urva smithii smithii (a l'Índia)
- Urva smithii thysanurus
- Urva smithii zeylanicus (a Sri Lanka)[4]